# Malayotyphlops
Genre
Malayotyphlops est un genre de serpents de la famille des Typhlopidae.

## Répartition
Les 11 espèces de ce genre se rencontrent en Asie du Sud-Est.

## Liste d'espèces
Selon The Reptile Database (12 juin 2017) :
- Malayotyphlops andyi Wynn, Diesmos & Brown, 2016
- Malayotyphlops canlaonensis (Taylor, 1917)
- Malayotyphlops castanotus (Wynn & Leviton, 1993)
- Malayotyphlops collaris (Wynn & Leviton, 1993)
- Malayotyphlops denrorum Wynn, Diesmos & Brown, 2016
- Malayotyphlops hypogius (Savage, 1950)
- Malayotyphlops koekkoeki (Brongersma, 1934)
- Malayotyphlops kraalii (Doria, 1874)
- Malayotyphlops luzonensis (Taylor, 1919)
- Malayotyphlops ruber (Boettger, 1897)
- Malayotyphlops ruficaudus (Gray, 1845)

## Publication originale
- Hedges, Marion, Lipp, Marin & Vidal, 2014 : A taxonomic framework for typhlopid snakes from the Caribbean and other regions (Reptilia, Squamata). Caribbean Herpetology vol. 49, p. 1–61 (texte intégral).